# Huskvarna
Huskvarna (vecchia grafia Husqvarna) costituisce la parte orientale della città svedese di Jönköping, e ha una popolazione di circa 22 800 abitanti. Dista dal centro di Jönköping circa 6 km.

Dalla riforma dell'amministrazione locale del 1971, appartiene al comune di Jönköping.
Huskvarna è sede dell'omonima fabbrica storica Husqvarna.